# Marchal
Marchal é um município da Espanha na província de Granada, comunidade autónoma da Andaluzia, de área 7,84 km² com população de 388 habitantes (2007) e densidade populacional de 48,61 hab/km².

## Demografia
| Variação demográfica do município entre 1991 e 2004 | Variação demográfica do município entre 1991 e 2004 | Variação demográfica do município entre 1991 e 2004 | Variação demográfica do município entre 1991 e 2004 |
| --------------------------------------------------- | --------------------------------------------------- | --------------------------------------------------- | --------------------------------------------------- |
| 1991                                                | 1996                                                | 2001                                                | 2004                                                |
| 465                                                 | 452                                                 | 411                                                 | 384                                                 |